# Чёрная (река, впадает в Ламерское озеро)
Чёрная (Ленница, Бурея) — река в России, протекает по Валдайскому и Крестецкому районам Новгородской области. В верховьях называется Буреей, ниже Ленницей, у устья Чёрной. Бурея вытекает из небольшого озера Оловенец. Чёрная впадает в озеро Ламерское, из которого вытекает Ярынья. Длина реки составляет 20 км.
На берегах Ленницы и прудов, образованных на ней, стоят посёлок Рыбный, деревни Буданово и Усторонье Костковского сельского поселения Валдайского района. Ниже в Крестецком районе на правом берегу Чёрной стоит деревня Ламерье Новорахинского сельского поселения.

## Данные водного реестра
По данным государственного водного реестра России относится к Балтийскому бассейновому округу, водохозяйственный участок реки — Ловать и Пола, речной подбассейн реки — Волхов. Относится к речному бассейну реки Нева (включая бассейны рек Онежского и Ладожского озера).
Код объекта в государственном водном реестре — 01040200312102000022318.